# イオン淡路店
イオン淡路店 （イオンあわじてん）は、兵庫県淡路市にある、イオンリテールが管理・運営する総合スーパー (GMS)。旧・淡路サティ。

## 概要
店舗は地上4階建てで、津名商業協同組合が運営するショッピングセンター「津名ショッピングタウン アル・クリオ」の核店舗として営業している。また、隣地には商店街「カリヨン広場」、コーナンやPLANTがあり、淡路市のショッピングゾーンとなっている。
2011年にマイカルがイオンリテールに吸収合併され淡路サティからイオン淡路店となったが、現在でも「サティ」と呼ばれることが多い。
当初の計画ではキョーエイを核店舗とする計画だった。

## 沿革
- 1993年10月：マイカルにより淡路ベイプラザ　淡路サティとして開店。
- 2011年3月1日：運営者であるマイカルがイオンリテールに吸収合併されたことから名称を淡路サティから「イオン淡路店」に変更。
- 2021年10月1日：営業フロアを3フロアから2フロアへ縮小。3階はパソナ事務所へと改装。

## アル・クリオ内の主なテナント
- マクドナルド（現在は閉店）
- ドコモショップ
- ダイソー
- ルイスキャロル
- 赤ちゃんや
- 大正あん
- ふたば庵
- 文具トロッコ
- HAGI美容室
- あまらんす
- 衣服ナカイチ
- 淡路市出前出張所

### ATMコーナー
- 淡路信用金庫
- 淡陽信用組合
- ゆうちょ銀行
- イオン銀行
- ATMは閉鎖傾向

## フロア構成
| 階   | フロア概要                             |
| 屋上 | 屋上駐車場                             |
| 4階  | 屋内駐車場                             |
| 3階  | （オフィス）                           |
| 2階  | アル・クリオ専門店街・イオン＆ダイソー |
| 1階  | アル・クリオ専門店街・イオン           |

1階・2階のうち南側がイオン、北側がアル・クリオ専門店街である。
エレベーターはイオン側とアル・クリオ側にそれぞれ1箇所ずつ、計2か所設置されている。また、エスカレーターも同様にイオン側とアル・クリオ側にそれぞれ1箇所づつ、計2か所設置されている。

## 周辺
- 淡路市立しづかホール（徒歩3分）
- 関西総合リハビリテーション専門学校（車で1分）
- 淡路ワールドパークONOKORO（車で2分）
- 関西看護医療大学（車で5分）
- PLANT淡路店